# Malvasia Fina
Malvasia Fina ist eine sehr alte Weißweinsorte aus Portugal, die unter verschiedenen Synonymen in vielen Gebieten des Landes kultiviert wird. Der heutige Hauptname Malvasia Fina wurde im Jahre 2000 festgelegt.

## Abstammung, Herkunft
Von der Abstammung her handelt es sich um eine natürliche Kreuzung zwischen den Sorten Hebén × Alfrocheiro. Die Sorte wurde schon 1513 von Herrero beschrieben und wurde vermutlich von den Römern eingeführt.
Der Name „Malvasia“ ist ein für viele verschiedene Rebsorten in Spanien, Portugal und Italien sehr gebräuchlich. Es sind über 50 Sorten bekannt, deren Namen mit Malvasia beginnt.
Trotz vieler Ähnlichkeiten und gleichlautender Synonyme darf Malvasia Fina nicht mit den Sorten Arinto, Doña Blanca, Folgasão, Rabigato, Ratinho (Kreuzung Malvasia Fina × Síria), Sémillon, Síria, Terrantez do Pico oder Vital (Malvasia Fina do Douro) verwechselt werden.

## Ampelografische Merkmale
- Die Triebspitze ist starkwollig behaart, weißlich hellgrün mit rötlichem Anflug.
- Das Blatt ist mittelgroß, drei- bis fünflappig, Stielbucht ist V-förmig offen
- Die Traube ist mittelgroß, stark verzweigt, lockerbeerig mit kurzem Stiel. Die Beeren sind gelblich-grün, klein bis mittelgroß und rund.

Reife: früh
Von der Sorte gibt es eine rosabeerige Mutation Malvasia Fina Roxa.

## Eigenschaften
Die ertragreiche früh reifende Rebe ist mäßig anfällig für Peronospora, aber stärker für Echten Mehltau und Botrytis. Die Blüte ist empfindlich und verrieselt leicht. Daraus resultieren unregelmäßige Erträge.

## Wein
Der Wein ist gekennzeichnet mit moderater Säure, vielfältigen Aromen und strohgelber Farbe. Diese weisen bei oxidativem Ausbau den typisch madeirisierten Ton auf. Sie werden auch recht häufig für die Produktion von Schaumweinen genutzt.

## Verbreitung
Die hochwertige Sorte wird in den DOC-Bereichen in Portugal Beira Interior, Dão, Douro (Portwein), Lagos und Távora-Varosa, sowie in vielen Landweinbereichen wie zum Beispiel in der Region Algarve und auf den Azoren kultiviert. Einen kleinen Fläche gibt es auch auf Madeira (unter dem Synonym Boal).
Die Anbaufläche in Portugal betrug im Jahr 2010 2.930 ha. In Spanien mit 478 ha (2010) wird sie unter Gual auf den Kanarischen Inseln kultiviert. Einen kleinen Bestand gibt es auch in Uruguay mit 8 ha. Weltweit gab es 2010 eine Anbaufläche von 3416 ha. Im Jahr 2000 gab es noch eine Fläche von 7102 ha.

## Synonyme
Synonyme 28: Arinto, Arinto Cachudo, Arinto do Dao, Arinto du Dao, Arinto Galego, Arinto-Arinto, Assario, Assario Branco, Boal, Boal Branco, Boal Cachudo, Boal Cachudo do Ribatejo, Boal da Graciosa, Boal da Madeira, Boal de Madere, Bual, Cachudo, Cercial de Madere, False Clairette, Galego, Gual, Lagrima Blanc, Malvasier, Malvasia Fina, Malvasia Galega, Tamarezhino, Terrantes do Pico, Torronten.
Besonders das häufig verwendete Synonym Boal ist Grund häufiger Verwechslungen.